# スケネクタディー (タンカー)

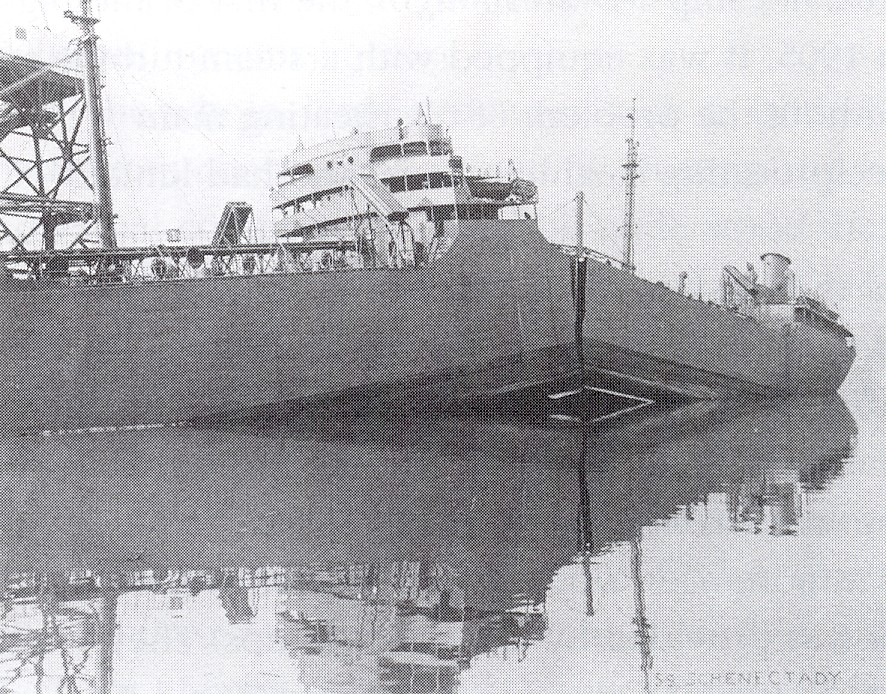
事故直後のスケネクタディー

スケネクタディー（SS Schenectady）は第二次世界大戦中アメリカ合衆国で建造されたT2-SE-A1型のタンカーである。発注元はアメリカ連邦海事委員会であった。
スケネクタディーはカイザー造船によりオレゴン州ポートランド、スワン島の造船所で建造された最初のタンカーである。起工は1942年7月1日、10月24日には船体が完成し進水、起工開始6ヶ月後、予定より2ヶ月半早い12月31日に完成している。

## 破断事故
試験航海から帰港直後の1943年1月16日、穏やかな天候の中スワン島の艤装岸壁に係留中、何の予兆もなくスケネクタディーは上部構造後方から真っ二つに破断する。その際の轟音は少なくとも1マイル離れた所でも聞き取れるほどであった。船体に入った亀裂は両舷からキールに迫り、船体は水上へ弓なりに折れ曲がって船尾は川底へ沈下し、船底鋼板のみ原型を留めていた。戦時中建造されたリバティ船では、この種の破壊事故は重大事故だけでも既に10件発生しており、この事故は最初の事例ではなかったが、ポートランド市から全てを見通せる中で発生し、戦時中にもかかわらず新聞で広く報道された恐らく最も有名な事故である。
当時はまだ破壊力学が未発達であり、破断の要因についても解明されていなかった。沿岸警備隊の報告では溶接ミスによる欠陥に起因するとされた一方、調査委員会では様々な要因、応力集中、環境の急激な変化、設計の欠陥などが検討された。当時はこれらの事故は溶接手法の不備によるものと解釈されることが最も一般的であり、特に事故後の調査で幾つか造船所で溶接手法の不備が発見されたが、そうであってもそれだけでは主な破壊事故のうち半数以下しか説明がつかなかった。後の調査で、事故原因は恐らく低級鋼で引き起こされる脆性破壊である可能性が示された。低級鋼は極度に低温脆性を示し、欠陥を増幅し脆性破壊を引き起こしやすかった。

## 修理後
スケネクタディーは修復され、1943年4月に軍務につく。正確な運行記録は不明だが、1944年6月10日にカリフォルニアから石油タンカーとして航行している。次の年にはオーストラリア、ペルシャ湾、ニュージーランド、マーシャル諸島、キュラソー島へ航海し、カロリン諸島、アドミラルティ諸島、ウルシー環礁からパナマ運河を経由して1945年5月20日にサン・ペドロに帰港している。スケネクタディーはマーシャル諸島及びウルシー環礁の戦闘にも参加した。
終戦後の1946年7月、スケネクタディーは運輸省海事局国防予備船隊に船籍が移され、1948年、トリエステのDiodato Tripcovich船会社へ売却され、Diodato Tripcovichに改名され、最終的には1962年に解体された。